# ده هزاره
ده هزاره یک منطقهٔ مسکونی در افغانستان است که در ولایت بامیان واقع شده‌است.